# Gilbert Boyd, 6. Baron Kilmarnock

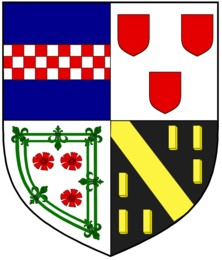
Wappen des Gilbert Boyd, 6. Baron Kilmarnock

Gilbert Allan Rowland Boyd, 6. Baron Kilmarnock, MBE (geborener Hay, * 15. Januar 1903; † 15. Mai 1975), war ein britischer Peer und Politiker.

## Leben
Er war der jüngere Sohn von Victor Hay, 21. Earl of Erroll (1876–1928) aus dessen Ehe mit Mary Lucy Victoria Mackenzie, Tochter des Sir Allan Mackenzie, 2. Baronet. Sein älterer Bruder Josslyn Hay (1901–1941) erbte 1928 von seinem  Vater dessen Adelstitel als 22. Earl of Erroll.
Er besuchte das Cheltenham College in Gloucestershire und trat anschließend im Juli 1939 als Second Lieutenant des Royal Regiment of Artillery in die British Army ein.
Als der Bruder am 24. Januar 1941 in Kenia ermordet wurde, hinterließ dieser keine Söhne, sondern nur eine Tochter, Diana Hay, die seine Titel als 23. Countess of Erroll erbte. Da dessen nachgeordneter britischer Titel als Baron Kilmarnock im Gegensatz zur schottischen Earlswürde nur in männlicher Linie vererbbar ist, fiel dieser Titel an Gilbert Hay als nächstem männlichen Verwandten. Der Titel war mit einem Sitz im britischen House of Lords verbunden. Als Urururururenkel des William Boyd, 4. Earl of Kilmarnock (1705–1746), von dem er in agnatischer Linie abstammte, änderte er im selben Jahr seinen Familiennamen von „Hay“ zu „Boyd“ und wurde vom Lord Lyon King of Arms als Chief des Clan Boyd bestätigt.
Im Zweiten Weltkrieg kämpfte er insbesondere als Offizier der Royal Artillery 1943 und 1944 in Tunesien und Italien. Bei Kriegsende hatte er den regulären Rang eines Captain und temporären Rang eines Major erreicht und wurde in Anerkennung seiner Leistungen in Italien als Member des Order of the British Empire (MBE) ausgezeichnet. Er erhielt auch die Territorial Decoration (TD) und schied im August 1953 im Rang eines Major und Ehrenrang eines Lieutenant-Colonel aus dem Armeedienst aus.
Im Juni 1953 hatte er bei der Krönung von Elisabeth II. als Stellvertreter (Deputy) seiner Nichte, der 23. Countess of Erroll, das Staatsamt des Lord High Constable of Scotland ausgeübt.
Er starb 1975 im Alter von 72 Jahren, woraufhin sein ältester Sohn Alastair seinen Adelstitel erbte.

## Ehen und Nachkommen
1926 heiratete er in erster Ehe Hon. Rosemary Sibell Guest (1906–1971), Tochter des Ivor Guest, 1. Viscount Wimborne. Mit ihr hatte er zwei Söhne und vier Töchter:
- Alastair Ivor Gilbert Boyd, 7. Baron Kilmarnock (1927–2009), ⚭ (1) 1954–1969 Diana Mary Grant Gibson ⚭ (2) 1977 Hilary Ann Bardwell;
- Hon. Laura Alice Boyd (1934–1999), ⚭ 1962 Robert Anthony Hyman;
- Juliet Hay (1937–1937);
- Iris Hay (1937–1937);
- Hon. Caroline Juliet Boyd (* 1939), ⚭ 1969 Alan Bloss;
- Robin Jordan Boyd, 8. Baron Kilmarnock (* 1941).

Seine erste Ehe wurde 1955 geschieden, woraufhin er im selben Jahr in zweiter Ehe Denise Aubrey Doreen Coker (1930–1985) heiratete. Mit ihr hatte er zwei Söhne:
- Hon. Jonathan Aubrey Lewis Boyd (* 1956), ⚭ 1982 Annette Madeline Constantine;
- Hon. Timothy Ian Boyd (* 1959), ⚭ 1988 Lucy Teresa Emily Gray.